# Anthony G. Brown
Pour les articles homonymes, voir Brown.
Anthony Gregory Brown, né le 21 novembre 1961 à Huntington (État de New York), est un homme politique américain, procureur général du Maryland depuis 2023. Membre du Parti démocrate, il a auparavant été lieutenant-gouverneur du Maryland de 2007 à 2015 sous Martin O'Malley et représentant des États-Unis pour le Maryland de 2017 à 2023.

## Biographie
Anthony G. Brown est né à Huntington dans l'État de New York, d'une mère suisse et d'un père jamaïcain.
Il est élu à la Chambre des délégués du Maryland pour le comté du Prince George à partir de 1999. Membre de l'armée de réserve des États-Unis, il est déployé dix mois en Irak au cours de son mandat.
En 2006, il est choisi par le maire de Baltimore Martin O'Malley pour être son colistier pour le poste de gouverneur du Maryland. Le ticket O'Malley-Brown est élu avec 52,7 % des voix. Ils sont réélus en 2010 en rassemblant 56,2 % des suffrages. Au poste de lieutenant-gouverneur, Brown s'occupe du développement économique, de l'enseignement supérieur et de la santé. Il est notamment chargé de la mise en place du Patient Protection and Affordable Care Act dans l'État.
En 2014, il est candidat à la succession de Martin O'Malley. Il remporte la primaire démocrate avec 51 % des voix devant le procureur général Douglas Gansler et la déléguée Heather Mizeur. Promettant de poursuivre la politique du précédent mandat, il fait campagne sur l'extension de l'accès à l'école maternelle et sa volonté d'améliorer le climat des affaires dans le Maryland. Il affronte l'homme d'affaires républicain Larry Hogan lors de l'élection générale. Dans un État favorable aux démocrates, Brown part favori de l'élection. Peu avant les primaires du mois de juin, un sondage lui donne 51 % des intentions de vote contre 33 % pour Hogan. Il mène cependant une mauvaise campagne et est battu de quatre points par Hogan le 4 novembre 2014.
Après sa défaite, Brown souhaite retourner dans le secteur privé. En 2016, il se présente néanmoins à la Chambre des représentants des États-Unis pour succéder à Donna Edwards, candidate au Sénat, dans le 4e district du Maryland. Lors de la primaire démocrate, il affronte le procureur du comté Glenn Ivey et la déléguée Joseline Pena-Melnyk. Au début de la campagne, il lève moins de fonds que ses concurrents et doit encore 400 000 dollars de dettes de sa campagne gouvernatoriale. Ivey est considéré comme le favori de l'élection. Brown arrive cependant en tête de la primaire démocrate avec 42 % des voix contre 34 % pour Ivey et 19 % pour Pena-Melnyk. Dans un district majoritairement afro-américain et qui compte quatre fois plus de démocrates que de républicains, il est presque assuré de l'emporter en novembre,,. Il est élu représentant avec 74 % des suffrages.
En octobre 2021, il annonce qu'il ne sera pas candidat à un nouveau Congrès lors des élections de 2022 afin de se présenter au poste de procureur général du Maryland alors occupé par le démocrate Brian Fosh, non-candidat à sa réélection. En juillet 2022, il remporte la primaire démocrate contre Katie O'Malley, ancienne première dame de l'État. Il remporte l'élection du 8 novembre contre le républicain Michael Peroutka. Il prend ses fonctions le 3 janvier 2023, devenant alors le premier afro-américain à occuper le rôle.